# Synagoga v Mostě
Synagoga neboli Templ v Mostě (německy Brüx) byla postavena v letech 1872/73. Budova v novorománském slohu (německá forma zvaná Rundbogenstil) měla z ulice tři vchody, ve štítě nesla Davidova hvězdu
V roce 1938 byla vypálena a zbořena nacisty během tzv. křišťálové noci. Téměř všichni židovští obyvatelé Mostu zahynuli během šoa, dnes se k židovství ve městě hlásí pouze několik starých lidí. Židovská komunita se značnou měrou zasloužila o ekonomický, průmyslový a kulturní rozvoj Mostecka.

## Literatura

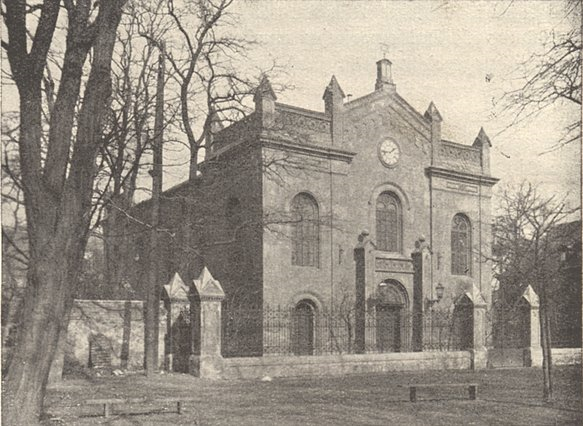
Synagoga kolem roku 1920